# Riu Des Plaines
El riu Des Plaines és un riu dels estats de Wisconsin i Illinois al Oest Mitjà dels Estats Units d'Amèrica. Flueix cap al sud amb una llargària de 214 km, transcorrent pel sud de Wisconsin i el nord d'Illinois. S'ajunta amb el riu Kankakee a l'oest de Channahon per formar el riu Illinois, afluent del riu Mississipi.
El riu neix a l'oest de Kenosha (Wisconsin) a la vora del Great Lakes Dragway. A Des Plaines confleix amb el seu afluent Salt Cree, amb els Grans Llacs i el riu Mississipi a banda i banda. El Chicago Portage és el nom d'una zona amb grans d'aiguamolls.
Seguint cap al sud per terres d'aiguamolls creua el territori d'Illinois. Més avall tomba cap a l'est i travessa regions de boscoses als comtats de Lake i Cook, al nord-oest de Chicago, on s'hi han construït nombroses rescloses. Finalment, el riu segueis en direcció sud-oest i s'uneix amb el Canal Sanitari (Lockport) abans de passar per Joliet. En aquest punt, el riu ja és part del Chicago Area Waterway System, allargant-se fins a L'lllinois Waterway.
A la zona més industrial, a la vora de Joliet, les preses moderen el riu. A l'oest de Joliet, el riu Des Plaines conflueix amb el riu Kankakee per formar el riu Illinois.
Hi ha zones del riu Des Plaines, més ben conservades, que són de lleure, mentre que les zones més alterades s'usen com a canal industrial i de drenatge. La llera original del riu es va canviar i refer a l'oest de la ciutat de Lockport durant la construcció del canal sanitari d'aigües i navegació l'any 1905.
A mesura que el riu Des Plaines recorre els comtats d'Illinois, "canvia d'un rierol de la prada, a un rierol suburbà, a un gran riu urbanitzat, fins a ser una via fluvial industrial important" Chicago Wilderness Magazine. Les zones del riu pròximes als districtes de Lake County i Cook County Forest Preserve (Illinois), creen una via verda navegable gairebé contínua per tot el comtat de Lake i la zona nord del comtat de Cook on també hi transcorre el sender del riu Des Plaines, que ressegueix el curs del riu a través d'aquests comtats.